# Transformacja Laplace’a

## Definicja podstawowa
Transformacją Laplace’a (przekształceniem Laplace'a) {\displaystyle {\mathcal {L}}} nazywamy przekształcenie całkowe, które funkcji {\displaystyle f(t)} zmiennej rzeczywistej  {\displaystyle t} przyporządkowuje funkcję zespoloną {\displaystyle F(s)} zmiennej zespolonej {\displaystyle s} za pomocą całki (zwanej całką Laplace'a)
{\displaystyle F(s)=\int \limits _{0}^{\infty }e^{-st}f(t)\,dt}
Zbiór {\displaystyle X} wszystkich funkcji, dla których powyższa całka jest zbieżna (tj. ma skończoną wartość w punktach {\displaystyle s} przynajmniej pewnej części płaszczyzny zespolonej), tworzy pewną przestrzeń funkcyjną. 
Transformatą Laplace'a funkcji rzeczywistej {\displaystyle f} nazywamy funkcję zespoloną {\displaystyle F\equiv {\mathcal {L}}(f)}, przyporządkowaną jej za pomocą powyższej całki. Możemy więc zapisać
{\displaystyle {\mathcal {L}}:X\ni f\to {\mathcal {L}}(f)}
Przyjmuje się różne symbole na oznaczanie transformaty Laplace'a, wskazujące na punkt {\displaystyle s}, do którego odnosi się wartość transformaty lub  wskazujące na funkcję pierwotną {\displaystyle f} czy też jej wartość {\displaystyle f(t)}:
{\displaystyle \{{\mathcal {L}}f\}(s)}, {\displaystyle F(s),{\mathcal {L}}\{f(t)\}}, {\displaystyle {\mathcal {L}}[f(t)]}
Transformata Laplace'a jest szczególnie przydatna w rozwiązywaniu liniowych równań różniczkowych zwyczajnych, takich jak te powstające w analizie obwodów elektronicznych. 
Matematykiem, który zdefiniował transformację Laplace’a i od którego nazwiska wzięła ona nazwę był Pierre Simon de Laplace. 

## Warunki dostateczne zbieżności całki Laplace’a
Funkcje, dla których całka Laplace'a jest na pewno zbieżna - przynajmniej w pewnej części płaszczyzny zespolonej, nazywa się oryginałami laplace'owskimi (krótko: oryginałami). Poza oryginałami istnieją inne funkcje, dla których całka Laplace'a jest zbieżna, ale nie da się ustalić wspólnych dla nich kryteriów i każdy przypadek wymaga osobnego zbadania. 
Df. Oryginałem jest funkcja o dziedzinie rzeczywistej i wartościach w zbiorze liczb rzeczywistych, mająca następujące właściwości:
1. {\displaystyle f(t)=0{\text{ dla }}t<0}
2. w każdym otwartym przedziale skończonym spełniony jest pierwszy i drugi warunek Dirichleta
3. Istnieje funkcja wykładnicza, która majoryzuje, czyli ogranicza wykładniczo funkcję {\displaystyle f(t),} tj. istnieją takie liczby {\displaystyle M>0,\rho \geqslant 0} że zachodzi nierówność

{\displaystyle |f(t)|\leqslant Me^{\rho t}\,} dla wszystkich  {\displaystyle t\in R}

## Zbieżność w całej płaszczyźnie całek Laplace'a z oryginałów

### Półpłaszczyzna zbieżności bezwzględnej. Pas zbieżności warunkowej

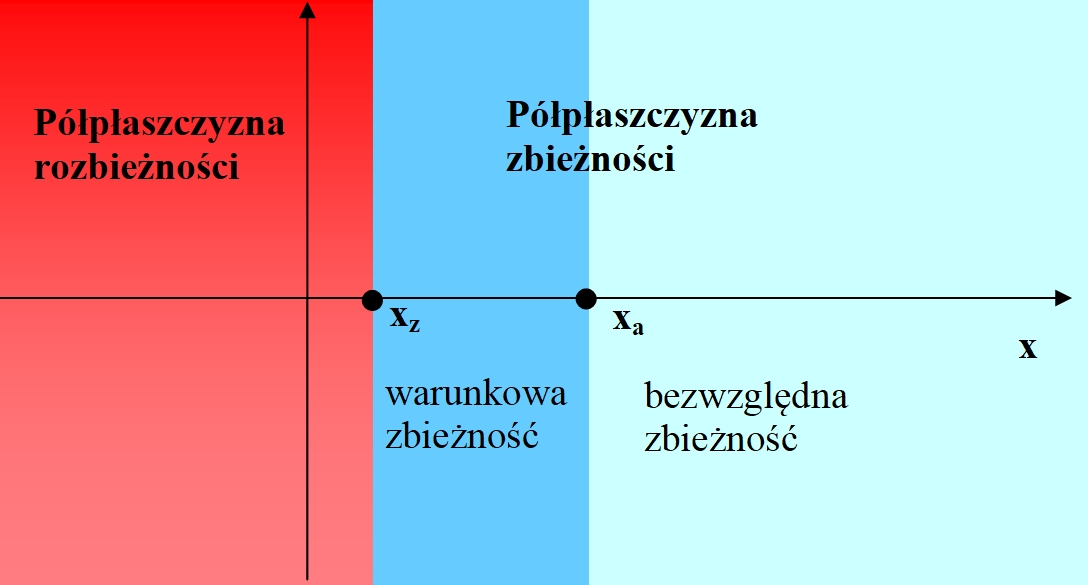
Półpłaszczyzny zbieżności-rozbieżności transformaty Laplace'a na płaszczyźnie zespolonej

Jeżeli funkcja {\displaystyle f(t)} jest oryginałem, to:
1. istnieje taka liczba {\displaystyle x_{z}}, że całka Laplace'a jest zbieżna dla punktów {\displaystyle s} takich, że {\displaystyle Re\,s>x_{z}}; tym samym prosta {\displaystyle x=x_{z}} dzieli płaszczyznę zespoloną S na półpłaszczyznę zbieżności ({\displaystyle Re\,s>x_{z}}) i półpłaszczyznę rozbieżności ({\displaystyle Re\,s<x_{z}}). Na prostej {\displaystyle x=x_{z}} całka Laplace'a może być zbieżna lub rozbieżna.
2. istnieje taka liczba {\displaystyle x_{a}}, że całka Laplace'a jest bezwzględnie zbieżna dla punktów {\displaystyle s} takich, że {\displaystyle Re\,s>x_{a}}; tym samym prosta {\displaystyle x=x_{a}} dzieli płaszczyznę zespoloną {\displaystyle S} na półpłaszczyznę bezwzględnej zbieżności ({\displaystyle Re\,s>x_{a}}) i półpłaszczyznę, w której całka Laplace'a nie jest bezwzględnie zbieżna ({\displaystyle Re\,s<x_{a}}). Na prostej {\displaystyle x=x_{a}} całka Laplace'a może być bezwzględnie zbieżna lub nie być bezwzględnie zbieżna.
3. zawsze jest {\displaystyle x_{z}<x_{a}} lub {\displaystyle x_{z}=x_{a}}; gdy {\displaystyle x_{z}<x_{a}}, to w każdym punkcie pasa nieskończonego {\displaystyle x_{z}<Re\,s<x_{a}} całka Laplace'a jest zbieżna warunkowo; pas ten nazywa się pasem warunkowej zbieżności.

### Zbieżność transformat Laplace'a z oryginałów i innych funkcji w całej płaszczyźnie[4]
Obliczając transformatę Laplace'a nie należy przywiązywać dużego znaczenia do tego, jaka jest półpłaszczyzna zbieżności. Ważny jest jedynie fakt, że półpłaszczyzna rozbieżności w ogóle istnieje. Bowiem w takiej sytuacji transformatę można rozpatrywać jako zbieżną na całej płaszczyźnie zespolonej. 
Np. całka Laplace'a funkcji skokowej Heaviside'a jest zbieżna tylko na półpłaszczyźnie {\displaystyle Re\,s>0}, natomiast transformatę {\displaystyle 1/s}  tej funkcji można rozpatrywać jako funkcję holomorficzną określoną na całej płaszczyźnie zespolonej, przy czym w punkcie {\displaystyle s=0} funkcja ta ma biegun pojedynczy.
Wnioski:
1. Na pewno dla funkcji, które są oryginałami, istnieje półpłaszczyzna zbieżności, a więc i ich transformaty Laplace'a można rozpatrywać jako zbieżne na całej płaszczyźnie zespolonej  - dlatego badanie, czy funkcja jest oryginałem wystarczy, by stosować do niej cały formalizm transformaty Laplace'a. Stąd też wynika znaczenie oryginałów.
2. Powyższy wniosek dotyczy wszystkich innych funkcji, które mają półpłaszczyznę zbieżności.

## Przykłady obliczeń

Funkcja Heaviside’a;

### Przykład 1. Transformata funkcji skokowej
Oblicz transformatę Laplace'a funkcji skokowej Heaviside’a {\displaystyle \mathbf {1} (t)} (tzw. funkcji jednostkowej),  która przyjmuje wartość {\displaystyle 0} dla ujemnych chwil czasu, wartość {\displaystyle {\frac {1}{2}}} dla chwili {\displaystyle t=0}, zaś wartość {\displaystyle 1} dla dodatnich chwil czasu, tj.
{\displaystyle \mathbf {1} (t)={\begin{cases}0\ \quad \quad {\text{dla  }}\,t<0\\{\frac {1}{2}}\quad \quad {\text{dla }}\,t=0\\1\quad \quad \,{\text{dla  }}\,t>0\end{cases}}}
Funkcja ta odgrywa szczególną rolę w teorii transformaty Laplace'a. 
Rozwiązanie: Obliczamy:
{\displaystyle {\mathcal {L}}\{\mathbf {1} (t)\}=\int \limits _{0}^{\infty }\mathbf {1} (t)e^{-st}\,dt=\lim _{T\to +\infty }\int \limits _{0}^{T}e^{-st}\,dt=\lim _{T\to +\infty }{\Bigg (}-{\frac {e^{-st}}{s}}{\Bigg |}_{0}^{T}{\Bigg )}=}
{\displaystyle =\lim _{T\to +\infty }{\Big (}{\frac {1}{s}}-{\frac {1}{s}}e^{-sT}{\Big )}=\lim _{T\to +\infty }{\frac {1}{s}}{\big [}1-e^{-xT}(\cos \omega T-i\sin \omega T){\big ]}}
przy czym w ostatnim kroku obliczeń podstawiono {\displaystyle s=x+i\omega } oraz skorzystano z wzoru Eulera ({\displaystyle e^{-i\omega T}=\cos \omega T-i\sin \omega T}). Widać, że obliczana całka jest dla {\displaystyle x>0} zbieżna i równa {\displaystyle {\frac {1}{s}}}, zaś rozbieżna dla {\displaystyle x\leqslant 0}, a zatem {\displaystyle x_{z}=0}. Ponadto {\displaystyle x_{a}=0}, ponieważ
{\displaystyle \int \limits _{0}^{+\infty }{\big |}e^{-st}{\big |}\,dt=\int \limits _{0}^{+\infty }e^{-xt}x\,dt={\begin{cases}{\frac {1}{x}}\quad \quad \,{\text{dla }}x>0\\+\infty \ \quad {\text{dla }}x\leqslant 0\end{cases}}}
Ostatecznie transformata Laplace'a funkcji jednostkowej wynosi:
{\displaystyle {\mathcal {L}}\{\mathbf {1} (t)\}={\frac {1}{s}}}
Uwaga:
W Tablicy transformat (dalej) podana jest wartość transformaty {\displaystyle {\mathcal {L}}\{a\}=a{\frac {1}{s}}}; nie jest to jednak transformata z funkcji stałej {\displaystyle f(t)=a}; w zapisie tym milcząco zakłada się, że funkcja pierwotna ma postać {\displaystyle f(t)=a\cdot \mathbf {1} (t)}, co zapewnia spełnienie warunku, że funkcja jest oryginałem laplace'owskimi, a to gwarantuje istnienie transformaty.

### Przykład 2. Transformata funkcji eksponencjalnej
Niech {\displaystyle b} będzie dowolną liczbą zespoloną:
{\displaystyle {\mathcal {L}}\{e^{-at}\mathbf {1} (t)\}=\int \limits _{0}^{+\infty }e^{-at}e^{-st}\,dt=\int \limits _{0}^{+\infty }e^{-(a+s)t}\,dt}
Rozwiązanie: Suma {\displaystyle a+s} jest stałą liczbą (podobnie jak wcześniej {\displaystyle s}). Porównując tę całkę z obliczoną w przykładzie 1 możemy natychmiast napisać wynik
{\displaystyle {\mathcal {L}}\{e^{-at}\mathbf {1} (t)\}={\frac {1}{s+a}}}

## Interpretacja i związek z transformatą Fouriera

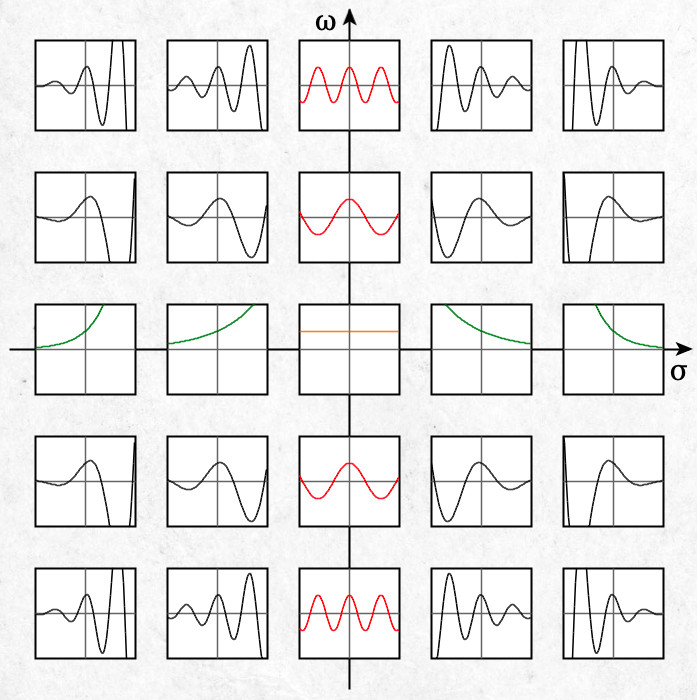
Postacie funkcji dla różnych zespolonych częstotliwości, co można zapisać w postaci Oś zawiera tylko cosinusy. Dodatnie zawiera cosinusy tłumione. Ujemne zawiera cosinusy rosnące eksponencjalnie.

Za pomocą całki Laplace'a funkcja rzeczywista {\displaystyle f(t)}, reprezentująca zmieniający się w czasie {\displaystyle t} sygnał (np. pole elektryczne fali, przychodzącej do odbiornika), jest  transformowana na płaszczyznę S ( płaszczyznę zespoloną); dokonuje się to poprzez scałkowanie iloczynu funkcji {\displaystyle f(t)} z wyrażeniami typu {\displaystyle e^{-st}} dla czasu {\displaystyle t} od {\displaystyle -\infty } do {\displaystyle +\infty }:
{\displaystyle \int _{-\infty }^{\infty }f(t)e^{-st}\,dt\,;}
przy tym {\displaystyle s} jest liczbą zespoloną, stałą w procesie obliczania całki.
Aby zrozumieć, co otrzymuje się w wyniku takiego działania, trzeba najpierw poznać działanie transformacji Fouriera (por. też analiza Fouriera), wyrażonej za pomocą analogicznej całki:
{\displaystyle {\hat {f}}(\omega )=\int \limits _{-\infty }^{\infty }f(t)e^{-i\omega t}dt}
W całce Fouriera funkcje harmoniczne {\displaystyle e^{-i\omega t}=\cos \omega t-i\sin \omega t,\omega \in R} mnożone są przez sygnał {\displaystyle f(t)}; wynikowa całka dostarcza informacji nt. zawartości poszczególnych harmonicznych, wchodzących w skład sygnału (dokonuje rozkładu sygnału na jego widmo).
Transformacja Laplace’a wykonuje podobne działanie, ale o bardziej ogólnym charakterze: funkcje {\displaystyle e^{-st}} w całce Laplace'a zależą od zmiennej zespolonej {\displaystyle s=x+i\omega }, czyli de facto mają postać {\displaystyle e^{-st}=e^{-xt}\cdot e^{-i\omega t}}; dzięki temu pozwalają dokonać nie tylko analizy zawartości harmonicznych {\displaystyle e^{-i\omega t}} w sygnale {\displaystyle f(t)}, ale również efektów zaniku sygnału w czasie i przestrzeni, poprzez funkcję {\displaystyle e^{-xt}.}  Na przykład krzywa sinusoidalna tłumiona może być  modelowana za pomocą transformacji Laplace'a. Transformacja Fouriera stanowi więc szczególny przypadek przekształcenia Laplace’a dla {\displaystyle s=i\omega .}
Podobnie uogólnieniem dyskretnej transformaty Fouriera stanowi transformata Z, z którą powiązana jest transformata Laplace’a (zob. metoda Tustina).

## Własności
Poniżej zestawiono właściwości transformaty Laplace'a

### Liniowość
{\displaystyle {\mathcal {L}}\{af(t)+bg(t)\}=a{\mathcal {L}}\{f(t)\}+b{\mathcal {L}}\{g(t)\}}

### Transformatapochodnej
(a) pierwsza pochodna
{\displaystyle {\mathcal {L}}\{f'\}=s{\mathcal {L}}\{f\}-f(0^{+}),}
gdzie:
{\displaystyle f(0^{+})} - granica prawostronna funkcji {\displaystyle f(t)} w chwili {\displaystyle t=0}; jest to np. warunek początkowy dla funkcji{\displaystyle f(t)} będącej szukanym rozwiązaniem równania różniczkowego funkcji
(b) druga pochodna
{\displaystyle {\mathcal {L}}\{f''\}=s^{2}{\mathcal {L}}\{f\}-sf(0^{+})-f'(0^{+})},
gdzie:
{\displaystyle f(0^{+})},  {\displaystyle f'(0^{+})} - warunki początkowe dla funkcji {\displaystyle f(t)} w chwili {\displaystyle t=0} ({\displaystyle f'(0^{+})} oznacza granicę prawostronną pochodnej funkcji {\displaystyle f(t)} w chwili {\displaystyle t=0})
(c)  n-ta pochodna
{\displaystyle {\mathcal {L}}\{f^{(n)}\}=s^{n}{\mathcal {L}}\{f\}-\sum _{k=1}^{n}s^{n-k}f^{(k-1)}(0^{+})=s^{n}{\mathcal {L}}\{f\}-s^{n-1}f(0^{+})-s^{n-2}f'(0^{+})-\ldots -f^{(n-1)}(0^{+})},
gdzie {\displaystyle f(0^{+}),f'(0^{+}),\ldots ,f^{(n-1)}(0^{+})} - warunki początkowe funkcji {\displaystyle f(t)} w chwili {\displaystyle t=0}

### Pochodna n-tego rzędu transformaty
{\displaystyle F^{(n)}(s)=(-1)^{n}{\mathcal {L}}\{t^{n}f(t)\}}

### Transformatacałki
{\displaystyle {\mathcal {L}}\left\{\int \limits _{0}^{t}f(\tau )d\tau \right\}={\frac {1}{s}}F(s)}
gdzie {\displaystyle F(s)={\mathcal {L}}\{f(t\}(s)} jest transformatą oryginału
Oznacza to, że: Całkowanie oryginału f(t) w dziedzinie czasu można zastąpić transformatą z oryginału, podzieloną przez zmienną s w dziedzinie Laplace'a

### Całka transformaty
{\displaystyle {\mathcal {L}}\left\{{\frac {f(t)}{t}}\right\}=\int \limits _{s}^{\infty }F(\sigma )\,d\sigma }

### Przesunięcie w dziedzinie transformaty
{\displaystyle {\mathcal {L}}\{e^{at}f(t)\}=F(s-a)}
{\displaystyle {\mathcal {L}}^{-1}\{F(s-a)\}=e^{at}f(t)}

### Transformata funkcji z przesunięciem
{\displaystyle {\mathcal {L}}\{f(t-a)1(t-a)\}=e^{-as}F(s)}
{\displaystyle {\mathcal {L}}^{-1}\{e^{-as}F(s)\}=f(t-a)1(t-a),}
gdzie {\displaystyle 1(t)} oznacza skok jednostkowy.

### Splot jednostronny
{\displaystyle {\mathcal {L}}\left\{\int \limits _{0}^{t}f(u)\cdot g(t-u)\,du\right\}={\mathcal {L}}\{f*g\}={\mathcal {L}}\{f\}{\mathcal {L}}\{g\}}
Jest to tzw. twierdzenie Borela o splocie.

### Transformatafunkcji okresowejo okresie T
{\displaystyle {\mathcal {L}}\{f\}={\frac {1}{1-e^{-sT}}}\int \limits _{0}^{T}e^{-st}f(t)\,dt}

### Własnościgraniczne
{\displaystyle \lim _{t\to 0}f(t)=\lim _{s\to \infty }sF(s)}
{\displaystyle \lim _{t\to \infty }f(t)=\lim _{s\to 0}sF(s)}

## Lista transformat Laplace’a
Poniżej zestawiono transformaty Laplace'a częściej spotykanych funkcji. Zakładamy, że funkcje, na których dokonuje się transformacji Laplace'a są oryginałami (wg. definicji wyżej podanej), w szczególności {\displaystyle f(t)=0} dla {\displaystyle t<0}, mimo że jawnie nie zostało to zapisane w poniższych wzorach. Jednak spełnienie tego założenia jest warunkiem koniecznym, by transformacja odwrotna zastosowana do transformaty funkcji pierwotnej zwróciła funkcję pierwotną.  
Oznaczenie: {\displaystyle a} - stała liczba.
{\displaystyle {\mathcal {L}}\{a\}=a{\frac {1}{s}}}
{\displaystyle {\mathcal {L}}\{at\}=a{\frac {1}{s^{2}}}}
{\displaystyle {\mathcal {L}}\{at^{n}\}=a{\frac {n!}{s^{n+1}}}\qquad dla\quad n=0,1,2,3,\dots }
{\displaystyle {\mathcal {L}}\{e^{at}\}={\frac {1}{s-a}}}
{\displaystyle {\mathcal {L}}\{\sin(at+b)\}={\frac {a\cdot \cos b+s\cdot \sin b}{s^{2}+a^{2}}}}
{\displaystyle {\mathcal {L}}\{\sin(at)\}={\frac {a}{s^{2}+a^{2}}}}
{\displaystyle {\mathcal {L}}\{\cos(at)\}={\frac {s}{s^{2}+a^{2}}}}
{\displaystyle {\mathcal {L}}\{\sinh(at+b)\}={\frac {{\frac {1}{2}}(a-s)e^{-b}+{\frac {1}{2}}(a+s)e^{b}}{s^{2}-a^{2}}}}
{\displaystyle {\mathcal {L}}\{\sinh(at)\}={\frac {a}{s^{2}-a^{2}}}}
{\displaystyle {\mathcal {L}}\{\cosh(at)\}={\frac {s}{s^{2}-a^{2}}}}
{\displaystyle {\mathcal {L}}\{t^{n}e^{at}\}={\frac {n!}{(s-a)^{n+1}}}}
{\displaystyle {\mathcal {L}}\{e^{at}\sin(bt)\}={\frac {b}{(s-a)^{2}+b^{2}}}}
{\displaystyle {\mathcal {L}}\left\{{\frac {t}{2b}}\sin(bt)\right\}={\frac {s}{(s^{2}+b^{2})^{2}}}}
{\displaystyle {\mathcal {L}}\{e^{at}\cos(bt)\}={\frac {s-a}{(s-a)^{2}+b^{2}}}}
{\displaystyle {\mathcal {L}}\{\ln(at)\}=-{\frac {\gamma +\ln(s)-\ln(a)}{s}},}
gdzie {\displaystyle \gamma \approx 0,5772156649} – stała Eulera.

## Transformata odwrotna Laplace’a
Transformatą odwrotną funkcji {\displaystyle \mathbb {C} \ni s\to F(s)\in \mathbb {C} } nazywamy taką funkcję {\displaystyle \mathbb {R_{+}} =(\,0\,,\,+\infty \,)\ni t\to f(t)\in \mathbb {R} ,} której transformatą jest {\displaystyle F{:}}
{\displaystyle {\mathcal {L}}^{-1}\{F\}=f,} jeżeli {\displaystyle F={\mathcal {L}}\{f\}.}
Transformata odwrotna dana jest wzorem
{\displaystyle f(t)={\mathcal {L}}^{-1}\{\mathrm {F} \}(t)={\frac {1}{2\pi {\rm {i}}}}\int _{t-{\rm {i}}\cdot \infty }^{t+{\rm {i}}\cdot \infty }{\rm {e}}^{st}\mathrm {F} (s)\,{\rm {d}}s}

## Rozwiązywanie równań różniczkowych za pomocą transformaty Laplace'a
Równania różniczkowe liniowe o stałych współczynnikach można rozwiązać wykorzystując transformatę Laplace'a. Rozważmy równanie różniczkowe rzędu {\displaystyle n} postaci
{\displaystyle x^{(n)}+a_{1}x^{(n-1)}+a_{2}x^{(n-2)}+\dots a_{n-1}x^{(1)}+a_{n}x=f(t)}
gdzie:
- {\displaystyle x(t)} - szukana funkcja zmiennej {\displaystyle t}, określona przez warunki początkowe:
{\displaystyle x(0)=c_{1},\,\,{\frac {dx}{dt}}(0)=c_{2},\dots ,{\frac {dx^{n-1}}{dtx^{n-1}}}(0)=c_{n}}
- {\displaystyle x^{(1)},\dots ,x^{(n-2)},x^{(n-1)},x^{(n)}} - pochodne funkcji {\displaystyle x(t)} po zmiennej {\displaystyle t} rzędu {\displaystyle 1,\dots ,n-2,n-1,n}
- {\displaystyle a_{1},a_{2},\dots ,a_{n-1},a_{n}} - zadane stałe współczynniki
- {\displaystyle f(t)} - zadana funkcja zmiennej {\displaystyle t}, która posiada transformatę Laplace'a

Metoda szukania rozwiązania:
(1) Wykonujemy transformatę Laplace'a na obu stronach równania różniczkowego; korzystając z liniowości transformaty otrzymuje się:
{\displaystyle {\mathcal {L}}\{x^{(n)}\}+a_{1}{\mathcal {L}}\{x^{(n-1)}\}+a_{2}{\mathcal {L}}\{x^{(n-2)}\}+\dots a_{n-1}{\mathcal {L}}\{x^{(1)}\}+a_{n}{\mathcal {L}}\{x\}={\mathcal {L}}\{f(t)\}}
(2) Korzystając ze wzorów na transformaty pochodnej funkcji poszczególnych rzędów po prostych rachunkach otrzymuje się:
{\displaystyle {\mathcal {L}}\{x\}={\frac {{\mathcal {L}}\{f(t)\}+c_{1}s^{n-1}+(c_{2}+a_{1}c_{1})s^{n-2}+\dots +(c_{n}+a_{1}c_{n-1}+\dots +a_{n})s^{0}}{s^{n}+a_{1}s^{n-1}+a_{2}s^{n-2}+\dots +a_{n}}}}
- powyższy wzór przedstawia transformatę Laplace'a szukanej funkcji {\displaystyle x(t)}.
(3) Transformatę Laplace'a rozkłada się na ułamki proste i odczytuje się z tabeli transformat funkcje pierwotne poszczególnych ułamków - w ten sposób otrzymuje się rozwiązanie. 
Uwaga: 
Ostatni krok jest analogiczny do sposobu znanego z teorii całek: funkcję pierwotną znajduje się najprościej na podstawie tabeli, zestawiającej funkcje podcałkowe i odpowiadające im funkcje pierwotne.

### Przykład
Znaleźć funkcję {\displaystyle x(t)} spełniającą równanie
{\displaystyle {\frac {dx}{dt}}+x=\sin t}
z warunkiem początkowym {\displaystyle x(0)=0}
Rozwiązanie: Znajdujemy transformatę Laplace'a obu stron równania
{\displaystyle {\mathcal {L}}\{x^{(1)}\}+{\mathcal {L}}\{x\}={\mathcal {L}}\{\sin(t)\}}
i korzystając z Tabeli transformat dla pochodnej funkcji i funkcji sin(t) otrzymamy:
{\displaystyle s{\mathcal {L}}\{x\}+{\mathcal {L}}\{x\}={\frac {1}{s^{2}+1}}}
Z powyższego równania obliczamy {\displaystyle {\mathcal {L}}\{x\}}, wykonując proste przekształcenia algebraiczne (i w tym tkwi siła tej metody, że równanie różniczkowe jest zamieniane z pomocą transformaty Laplace'a na proste równanie algebraiczne)
{\displaystyle {\mathcal {L}}\{x\}={\frac {1}{(s+1)(s^{2}+1)}}}
Po rozbiciu na ułamki proste mamy:
{\displaystyle {\mathcal {L}}\{x\}={\frac {1}{2}}{\frac {1}{s+1}}-{\frac {1}{2}}{\frac {s}{s^{2}+1}}+{\frac {1}{2}}{\frac {1}{s^{2}+1}}}
Aby znaleźć funkcję pierwotną należałoby wykonać transformatę odwrotną Laplace'a na powyższym równaniu. Jednak najprościej jest skorzystać z tabeli transformat, gdzie odnajdujemy oryginały na podstawie transformat, jakimi są poszczególne ułamki proste. Otrzymujemy:
{\displaystyle x(t)={\frac {1}{2}}e^{-t}-{\frac {1}{2}}\cos t+{\frac {1}{2}}\sin t}
Powyższe rozwiązanie spełnia warunki początkowe {\displaystyle x(0)=0}, co łatwo sprawdzić, podstawiając do rozwiązania {\displaystyle t=0.}

## Zastosowanie
Transformata Laplace’a posiada kilka własności, które czynią ją szczególnie użyteczną w analizie liniowych układów dynamicznych. W inżynierii i fizyce jako narzędzie analizy graficznej wykorzystywana jest płaszczyzna S. Na płaszczyźnie S, mnożenie przez {\displaystyle s} daje efekt różniczkowania (zob. człon różniczkujący), dzielenie przez {\displaystyle s} daje efekt całkowania (zob. człon całkujący). Za pomocą transformaty Laplace'a można efektywnie rozwiązywać równania różniczkowe liniowe o stałych współczynnikach.
Analiza pierwiastków zespolonych równania na płaszczyźnie S i przedstawienie ich na wykresie Arganda, może ujawnić informacje na temat charakterystyk częstotliwościowych i na temat stabilności układu (przebieg rzeczywistej funkcji czasu).

## Kodowanie oznaczenia
W Unikodzie symbol transformaty Laplace’a ma postać:
| Znak | Unicode | Kod HTML             | Nazwa unikodowa  | Nazwa polska           |
| ---- | ------- | -------------------- | ---------------- | ---------------------- |
| ℒ    | U+2112  | &#x2112; lub &#8466; | SCRIPT CAPITAL L | pisana wielka litera L |

W LaTeX-u używa się znacznika:
| Znak                           | LaTeX      |
| ------------------------------ | ---------- |
| {\displaystyle {\mathcal {L}}} | \mathcal L |